# Haldenregionen
Haldenregionen er et distrikt i den østlige del af Østfold fylke i Norge. Den omfatter kommunerne Halden og Aremark. Distriktet blev oprettet efter en vedtagelse i fylkestinget i 2007, og udgøres af dele af det tidligere Idde og Markers fogderi. Regionscentret er byen Halden.
Distriktet har i alt 29.376 indbyggere (SSB 1. juli 2007) og et areal på 964 kvadratkilometer.

## Administrative inddelinger
- De to kommuner Halden og Aremark hører til Halden tingrett under Borgarting lagdømme.
- Halden hører til Sarpsborg provsti, mens Aremark hører til Marker provsti i Den norske kirke.
- De to kommuner Halden og Aremark udgør en af SSBs handelsregioner.